# Escames
Escames – miejscowość i gmina we Francji, w regionie Hauts-de-France, w departamencie Oise.
Według danych na rok 1990 gminę zamieszkiwały 183 osoby, a gęstość zaludnienia wynosiła 16 osób/km² (wśród 2293 gmin Pikardii Escames plasuje się na 814. miejscu pod względem liczby ludności, natomiast pod względem powierzchni na miejscu 355.).